# Amerika (film)
Amerika je český film Vladimíra Michálka z roku 1994, natočený podle knižní předlohy Amerika od spisovatele Franze Kafky.

## Děj
Karel Rossman (Martin Dejdar) musí nuceně odjet z Prahy do USA. Má zamířeno ke svému multimilionářskému strýci Jakobovi (Jiří Lábus), který si vše vypracoval od nuly svou pílí, houževnatostí a geniálním nápadem. Karel je naprosto fascinován bezvadně funkčním mechanismem strýcova impéria a s ochotou u něj nastoupí do práce.
Setkání s Klárou, tajemnou dcerou a skladatelkou, jejímž otcem je bankéř Polludner (Milan Riehs), pro něj znamená konec kariéry; jen kvůli ní Karel neplní své povinnosti a zklamaný strýc jej musí nemilosrdně zapudit. Nešťastný Karel najednou sklouzne z vyšší společnosti do prostředí přístavu, kde se potká s věčně opilým topičem na lodi (Jiří Schmitzer) a vlídnou servírkou Terezou (Kateřina Kozáková) z baru Sahara a se dvěma gangstery Robinsonem (Pavel Landovský) a Delmachrem (Oldřich Kaiser).

## Zajímavosti
- Film byl natočen podle stejnojmenné inscenace Studia Ypsilon z roku 1989, kde Martin Dejdar hrál stejnou roli.[2]
- Pro snížení nákladů se natáčelo na 16mm film a dílo bylo překopírováno na 35mm film.
- Jde o první film podle spisovatele Kafky natočený v české produkci (film Amerika byl natočen v NSR roku 1969, existuje řada zahraničních zpracování dalších Kafkových děl)
- Z filmu pochází skladba „Amerika“ od skupiny Lucie.